# Dị thường xoắn ốc Na Uy 2009

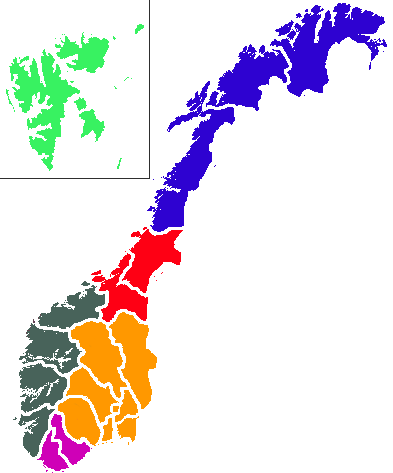
Bản đồ Na Uy mà luồng ánh sáng được quan sát thấy có màu đỏ (Trøndelag) và màu xanh lam (Bắc Na Uy)

Dị thường xoắn ốc Na Uy năm 2009 xuất hiện trên bầu trời đêm ở Na Uy. Hiện tượng này được nhiều người dân từ miền bắc Na Uy và Thụy Điển nhìn thấy và chụp ảnh. Vòng xoắn ốc bao gồm một chùm ánh sáng màu xanh lam với một đường xoắn ốc màu xám phát ra từ một đầu bên. Ánh sáng này có thể quan sát rõ rệt ở cả Trøndelag tại phía nam (hai quận màu đỏ trên bản đồ ở bên phải) và tất cả ba quận phía bắc bao trùm miền Bắc Na Uy, cũng như từ phía Bắc Thụy Điển và kéo dài trong vòng 10 phút. Theo các nguồn tin cho biết hiện tượng này trông giống như luồng ánh sáng màu xanh lam đến từ phía sau một ngọn núi, dừng lại giữa không trung và bắt đầu xoắn ốc ra bên ngoài.  Một vụ tương tự, dù kém phần ngoạn mục hơn cũng đã xảy ra ở Na Uy vào tháng trước. Cả hai trường hợp này đều có hình ảnh về vụ phóng thất bại của tên lửa đạn đạo phóng từ tàu ngầm RSM-56 Bulava từ phía Nga, và Bộ Quốc phòng Nga ngay lập tức cho biết vụ việc như vậy đã diễn ra vào ngày 9 tháng 12 cùng năm.

## Suy đoán ban đầu
Hàng trăm cuộc gọi tràn ngập Viện Khí tượng Na Uy khi người dân muốn biết họ vừa nhìn thấy những gì. Nhà thiên văn học nổi tiếng người Na Uy Knut Jørgen Røed Ødegaard đã chỉ ra khu vực chứng kiến luồng ánh sáng này rất lớn, bao phủ toàn bộ miền Bắc Na Uy và Trøndelag.
Giới nghiên cứu UFO ngay lập tức bắt đầu suy đoán liệu vụ phơi bày ánh sáng trên không này có thể là bằng chứng về đề xuất của người ngoài hành tinh trong vô số những thứ khác rằng khả năng đây là một lỗ sâu đang mở ra, hoặc bằng cách nào đó có liên quan đến những thí nghiệm năng lượng cao gần đây được thực hiện tại máy gia tốc hạt lớn ở Thụy Sĩ.

## Thử nghiệm tên lửa đạn đạo
Ngày 10 tháng 12 năm 2009, Bộ Quốc phòng Nga thông báo rằng họ đã thất bại trong một vụ thử tên lửa Bulava. Theo lời phát ngôn viên, "Hai tầng đầu của tên lửa hoạt động như bình thường, nhưng đã xảy ra trục trặc kỹ thuật ở tầng thứ ba tiếp theo của quỹ đạo." Nhà phân tích quốc phòng Nga Pavel Felgenhauer nói với AFP rằng "những đám mây và ánh sáng như vậy xuất hiện theo thời gian khi một quả tên lửa gặp sự cố ở các tầng cao của khí quyển và đều được báo cáo từ trước ... Ít nhất thì vụ thử thất bại này đã tạo ra một số cảnh pháo hoa tuyệt đẹp dành cho người Na Uy." Trước tuyên bố từ phía Nga, Jonathan McDowell, một nhà vật lý thiên văn tại Trung tâm Vật lý Thiên văn Harvard–Smithsonian, cho rằng cảnh tượng ánh sáng bất thường xảy ra khi vòi phun tầng ba của tên lửa bị hỏng, khiến ống xả phụt ra một bên và đưa tên lửa tiến vào vòng xoáy dạng xoắn ốc.